# Chorizanthe brevicornu
Chorizanthe brevicornu är en slideväxtart som beskrevs av John Torrey. Chorizanthe brevicornu ingår i släktet Chorizanthe och familjen slideväxter. Utöver nominatformen finns också underarten C. b. spathulata.